# ウォール・チーグラー反応
ウォール・チーグラー反応（ウォール・チーグラーはんのう、英語: Wohl–Ziegler reaction）とは、N-ブロモスクシンイミド (NBS) と加熱、あるいはラジカル開始剤を用いてアルケンのアリル位や芳香族化合物のベンジル位を臭素化する合成反応のこと。1919年、A. Wohl が N-ブロモアセトアミドが 2,3-ジメチル-2-ブテンのメチル基を臭素化することを報告し、さらに1942年にカール・ツィーグラーが NBS の使用を確立した。
溶媒として四塩化炭素が用いられ、過酸化ベンゾイル (BPO) などのラジカル開始剤は反応の効率を高める。
常法では、化学量論的な NBS の溶液と少量のラジカル開始剤を基質の四塩化炭素溶液へ加え、撹拌しながら加熱・還流させる。反応が開始すると発熱により沸騰が激しくなるため、外からの加熱を止めなければならないこともある。NBS は反応後にスクシンイミドへ変わり、その固体が浮き上がって来る。